# Nicomaco (padre di Aristotele)
Nicòmaco (in greco antico: Νικόμαχος?, trasl.: Nikómachos; fl. ca. 375 a.C.) fu il padre di Aristotele.
La Suda afferma che era un medico discendente da Nicomaco, figlio di Macaone figlio di Asclepio. Greenhill nota che ebbe un altro figlio di nome Arimnesto e una figlia di nome Arimneste, da sua moglie Phaestis (o Phaestias) che discendeva anch'ella da Asclepio. Era originario di Stagira, amico e medico di Aminta III, re di Macedonia (tra il 393 e il 369 a.C.).
Anche il figlio di Aristotele fu chiamato Nicomaco.